# Square Gaston-Bertandeau
Le square Gaston-Bertandeau est une voie du 17e arrondissement de Paris, en France.

## Situation et accès
Le square Gaston-Bertandeau est une voie située dans le 17e arrondissement de Paris. Il débute au 11, rue Labie et se termine en impasse.

## Origine du nom

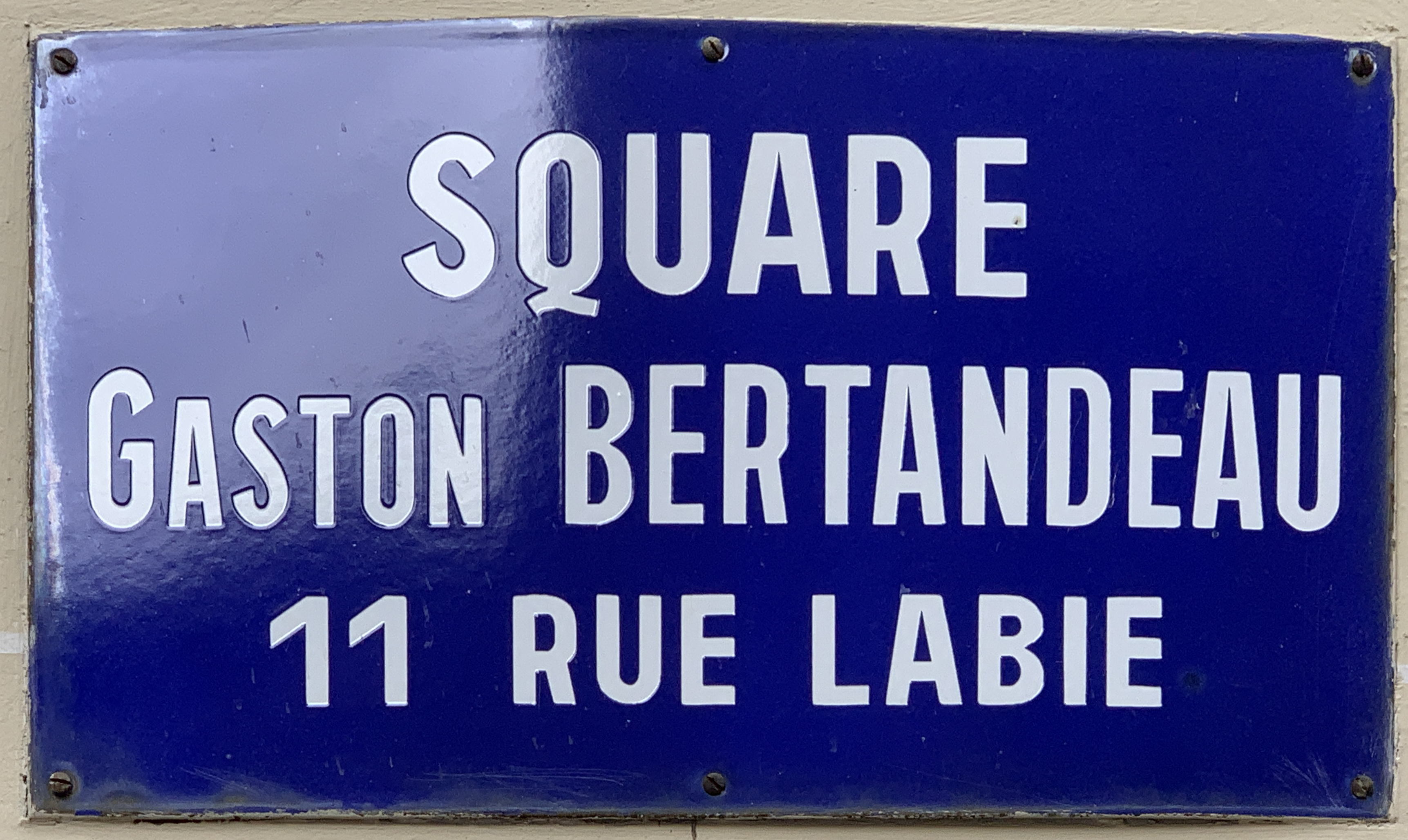
Plaque du square.

Gaston Bertandeau (25 octobre 1869 à Poitiers - 14 juin 1938 à Jouy le Moutier) est un industriel français, administrateur délégué de la Société métallurgique du Périgord. 
Il se marie le 12 mars 1903 avec Berthe Caron, née en 1868 dans le Pas-de-Calais. 
Le recensement de 1926 indique sa présence et celle de son épouse, ainsi que de leurs deux domestiques Clémentine Delavaud et Hélène Berthou, au 51 avenue de Villiers à Paris 17e. 

## Historique
Le square a été ouvert en 1928 et fermé à la circulation en 1995.